# فيلق الشبكات
فيلق الشبكات هو تحالف منظم للمتطوعين يتألف من تسع منظمات كندية غير حكومية، بتمويل من الوكالة الكندية للتنمية الدولية وتديره وحدة تنسيق فيلق الشبكات. من خلال البرنامج، أنشأت المنظمات دورات تدريبية دولية في مجال تكنولوجيا المعلومات والاتصالات في البلدان النامية حول العالم. يشارك المتدربون عادة في برامج مدتها ستة أشهر وتقتصر المناصب التي يشغلونها على المواطنين الكنديين الذين تتراوح أعمارهم بين 19 و 30 عامًا أو المهاجرين الذين وصلوا إلى بلادهم والذين لديهم «مهارات مناسبة في تكنولوجيا المعلومات والاتصالات». تتضمن المهام النموذجية إنشاء صفحات الويب، وتطوير قواعد البيانات، وشبكات الكمبيوتر، وإعداد الأجهزة، وإعداد الكتيبات وغيرها من الوثائق، وتعليمات الكمبيوتر العامة إلى المتقدمة.

## برنامج الفيلق

### الأهداف
- تعزيز قدرة تكنولوجيا المعلومات والاتصالات للمجتمع المدني ومنظمات القطاع العام للمساهمة في أهداف التنمية في الحوكمة والتعليم والصحة والمساواة بين الجنسين والاستدامة البيئية.
- زيادة المهارات والقدرات المهنية للشباب الكنديين الذين تتراوح أعمارهم بين 19 و 30 عامًا للمساهمة بشكل إيجابي في جهود التنمية الدولية الكندية وتأمين فرص عمل هادفة.
- زيادة الوعي وتعزيز مشاركة أكبر للشباب الكندي فيما يتعلق بقضايا التنمية الدولية.

### الميزانية
خلال موسم 2007-2008، وضع البرنامج 240 متدربًا وتم تمويله من قبل الوكالة الكندية للتنمية الدولية ووكالة الموارد البشرية والتنمية الاجتماعية الكندية بتكلفة 4.6 مليون دولار كندي. غطى البرنامج جميع نفقات السفر والإقامة للمتدربين، وقدم بدل معيشة متواضعًا ومكافأة إكمال البرنامج أيضا.

## التاريخ

### تأسيس البرنامج
تم إنشاء فيلق الشبكات في عام 1996 من قبل الدكتور ديفيد جونستون (الحاكم العام لكندا اعتبارًا من 2011 والرئيس السابق لجامعة واترلو)، وهو محام بارز ومستشار للحكومة الفيدرالية بشأن قضايا طرق المعلومات السريعة.

### المرحلة الأولى
في عام 1997، قامت وزارة الصناعة الكندية، بالشراكة مع قسم المبادرات الخاصة بالمركز الكندي لأبحاث التنمية الدولية، بتمويل مشروع اختبار على غرار سلك الشبكة أرسل اثنين من سكان كيب بريتون إلى أنغولا لمشاريع الإنترنت وأنظمة المعلومات الجغرافية. تم وضع تصور فيلق الشبكات هذا من خلال مركز شبكات المجتمع والمشاريع والدكتور مايكل غورستين، مدير المركز ورئيس في إدارة التغيير التكنولوجي في الكلية الجامعية في كيب بريتون. والجدير بالذكر أن الموضعين في أنغولا كانا لشباب عاطلين عن العمل سابقًا من كيب بريتون؛ تم تزويدهم بالتدريب في لينوكس كجزء من برنامج توضيحي في الفوائد الاقتصادية التي يمكن تحقيقها من خلال الاستثمار المحلي في تكنولوجيا المعلومات والاتصالات في المناطق المهمشة اقتصاديًا.

### المرحلة الثانية
في عام 1998، نجحت جهود وكالة الصناعات الكندية والوكالة الكندية للتنمية الدولية واتحاد من أكبر وكالات التنمية الدولية التي ترسل المتطوعين في كندا في الحصول على 14 تدريبًا داخليًا في إفريقيا وآسيا وأمريكا اللاتينية.

### المرحلة الثالثة
وشهدت المرحلة الثالثة مزيد من التعاون مع وكالة الصناعات الكندية واتحاد وكالات التنمية الدولية في عام 1998 على أن تقدم الوكالة الكندية للتنمية الدولية 30 تدريبًا داخليًا في الأمريكيتين. أعلن رئيس الوزراء هذه المرحلة في القمة الثانية للأمريكتين في سانتياغو، شيلي في أبريل 1998.

### المرحلة الرابعة
على الصعيد الدولي منذ عام 1999 إلى عام 2006، أرسل اتحاد فيلق الشبكات أكثر من 1700 متطوع من سلك الشبكات إلى الخارج، بسبب تعاون الصناعات الكندية واستراتيجية توظيف الشباب التي تمولها الموارد البشرية وتنمية المهارات الكندية.

### السنة الانتقالية
في هذه السنة، نظم التحالف بنجاح تعيين 236 متطوعًا بالتعاون مع وزارة الصناعة الكندية والوكالة الكندية للتنمية الدولية.

### المرحلة الخامسة
في هذه الفترة، حلت الوكالة الكندية للتنمية الدولية محل وكالة الصناعات الكندية كممول لبرنامج فيلق الشبكات. كانت المواضيع الـ 240 التي تم تقديمها في ذلك العام مرة أخرى جزءًا من إستراتيجية حكومة كندا لتوظيف الشباب.
تم إيقاف البرنامج إلى أجل غير مسمى اعتبارًا من فترة 2008 - 2009.